# Neorhynchocephalus tauscheri
Neorhynchocephalus tauscheri is een vliegensoort uit de familie van de Nemestrinidae. De wetenschappelijke naam van de soort is voor het eerst geldig gepubliceerd in 1812 door Fischer.